# Plan de Hermosillo
El Plan de Hermosillo es un manifiesto político mexicano proclamado el 3 de marzo de 1929 en Hermosillo, Sonora, por el general de división José Gonzalo Escobar. En él se desconocía a Emilio Portes Gil como presidente interino de México y se pedía la destitución de todos los legisladores, gobernadores y magistrados de la suprema corte que se opusieran a su realización. Igualmente proclamaba a Gonzalo Escobar como Jefe supremo del Ejército Renovador de la Revolución.
Mediante este documento dio inicio la rebelión escobarista, la cual duró pocos meses y fue disuelta por falta de apoyo.

## Antecedentes
En julio de 1927 resultó elegido como gobernador del estado de Sonora Fausto Topete. Durante su mandato inició la aplicación de la educación grautita a nivel primaria y secundaria en el estado, igualmente redujo la deuda de Sonora y realizó inversiones en infraestructura.
En julio de 1928 se celebraron elecciones federales en México para escoger a un nuevo presidente de la república, resultando ganador Álvaro Obregón. Sin embargo, pocos días después de haber sido elegido, Obregón fue asesinado, dejando el puesto vacante. Ante esto el congreso decidió nombrar a Emilio Portes Gil como presidente interino de México.
Después de que Portes Gil asumiera la presidencia empezaron a surgir grupos políticos contrarios a él, acusándolo de ser dirigido por el expresidente Plutarco Elías Calles, cuyo gobierno había concluido el año anterior. De manera paralela Calles seguía teniendo gran influencia en escenario político nacional, lo que fortalecía las acusaciones contra el presidente interino. Entre las personas que se manifestaban en contra de su mandato estaba el gobernador Fausto Topete.

## Proclamación
El 3 de marzo de 1929 fue proclamado el Plan de Hermosillo, desconociendo la presidencia de Portes Gil. El movimiento originado por él fue denominado rebelión escobarista, en referencia a su líder, el general de división José Gonzalo Escobar. El movimiento tuvo apoyo en varias entidades del país. Al día siguiente, 4 de marzo, el congreso de Sonora expidió la Ley 120, desconociendo al gobierno de Ciudad de México y otorgando facultades extraordinarias al gobernador del estado, entre ellas el mando sobre las oficinas federales, los asuntos de hacienda y guerra. Dos días después se le concedió una licencia para que pudiera encargarse de las acciones militares, siendo nombrado como gobernador provisional en su ausencia Jesús Lizárraga.
Al movimiento se sumaron los generales Jesús M. Aguirre en Veracruz, Francisco R. Mazo en Sonora, Francisco Urbalejo, Juan Gualberto Amaya y Enrique R. Nájera, en Durango y Marcelo Caraveo en Chihuahua.

## Firmantes
El Plan de Hermosillo fue firmado por 36 personas entre ellas múltiples diputados federales y diputados locales de Sonora. Entre los firmantes más destacados están el gobernador de Sonora y su secretario de gobierno.
- General de División Francisco R. Manzo
- General de División Roberto Cruz
- General de Brigada Fausto Topete, gobernador de Sonora
- General de Brigada Eduardo C. García
- Coronel Gabriel Jiménez
- Senador Alejo Bay
- Jesús J. Lizárraga, Secretario de Gobierno de Sonora
- General de Brigada, Ramón F. Iturbe

### Diputados federales
- Adalberto Encinas
- J. R. Rizo
- Gabriel V . Monterde
- Licenciado Adolfo Ibarra
- Selder Ramón Rossains
- C. Eugenio Gámez
- Teodomiro Ortiz
- R. Bracho
- Miguel Guerrero
- Ingeniero Flores G.
- Ricardo Topete
- Alfredo Romo
- Adalberto González
- Aurelio Manrique, Jr.
- Coronel L. Robles
- Gumersindo Esqueda
- Coronel Martín Bárcenas
- A. Rivera Soto
- C. García Bracho
- G. Madrid
- General Agustín Olachea
- Rafael Esqueroa
- M. José J. Meléndez
- Enrique Rivera

### Diputados locales de Sonora
- Bernabé A. Soto
- Manuel L. Bustamante
- José J. Cota
- Félix Urías Avilés.